# Waurika
Waurika település az Amerikai Egyesült Államok Oklahoma államában, Jefferson megyében, melynek megyeszékhelye is. Lakosainak száma 1837 fő (2020. április 1.).

## Népesség
A település népességének változása:

| 2010 | 2 064 |
| 2020 | 1 837 |